# Paraperithous nigrescutatus
Paraperithous nigrescutatus är en stekelart som beskrevs av Wang 2000. Paraperithous nigrescutatus ingår i släktet Paraperithous och familjen brokparasitsteklar. Inga underarter finns listade i Catalogue of Life.